# Société médicale d'observation
La Société médicale d'observation de Paris est une organisation médicale fondée en 1832  à l'initiative de Pierre-Charles-Alexandre Louis (1787-1872), médecin de la  Pitié de 1828 à 1859, promoteur de la «méthode numérique».

## Travaux
La devise de la Société est : (lat) Numerandae et perpendendae numerationes, s'opposant à l'opinion de Jean-Baptiste Morgagni prescrivant que les observations doivent être « pesées » et non pas « dénombrées » (perpendae non numerandae sunt observationes).

« La méthode numérique promue par les numéristes fit école autour de la Société médicale d’observation qui organisa des récoltes de données cliniques dès 1832. La médecine des cas, aspirant à la vérité promue par la loi des grands nombres, s’opposait au dogmatisme de la loi des grands noms. Pierre Louis, père de la méthode numérique, affirmait ainsi contre l’« expérience des siècles » de la tradition hippocratique que, « plus les cas seront nombreux, plus les résultats auxquels ils conduiront seront exacts11 ». Abandonner les aphorismes des Anciens au profit des données numériques cliniques ouvrait pour la médecine la promesse d’un avenir fécond.? »

La Société édite les Mémoires de la Société médicale d'observation sur Google Livres.

## Membres
La Société compte dès sa fondation trois étudiants genevois de Louis : Jacob-Marc d'Espine, Théodore Maunoir et John Bizot. Trois autres  étudiants genevois sont membres fondateurs : Antoine Baumgartner, Jean-Jacques Chaponnière, Ami Sestier. On dénombre 156 membres en 1846.